# Jóse Artes de Arcos
Jóse Artes de Arcos (* 27. Februar 1893 in Alhama de Almería; † 1. Januar 1985 ebenda) war ein spanischer Erfinder und Unternehmer.

## Leben
Jóse Artes wurde 1893 als Sohn der Bäckerfamilie Gabriel Artés Pascual und seiner Ehefrau María de Arcos in Alhama geboren. Nach der Grundschule arbeitete er bereits im Alter von zwölf Jahren in der Nachtschicht in der Bäckerei seiner Eltern. Sein Interesse galt jedoch mehr den technischen Dingen und er verbrachte die meiste Tagesfreizeit mit Lesen von physikalischen und technischen Abhandlungen und der Konstruktion und Herstellung von Alltagsgegenständen.
1910 verließ er seinen Geburtsort und arbeitete in verschiedenen Unternehmen als Techniker, wie zum Beispiel bei „Sota Aznar“ und „Cía. Española de San Juan de las Minas“ in der Stadt Melilla, eine Exklave an der nordafrikanischen Küste. In dieser Stadt wurde Jóse Artes de Arcos durch sein erstes Patent bekannt. Es war ein Rotationskolbenmotor, der unter der Nummer 61714 in Spanien patentiert wurde. Im Laufe seines Lebens folgten weitere rund fünfhundert Erfindungen und Patente.
1918 zog er nach Barcelona um, wo er in einem Unternehmen für die Reparatur von Schiffsmotoren verantwortlich war. 1927 gründete er sein erstes eigenes Unternehmen und fertigte Zulieferteile für die Automobilindustrie. In dieser Zeit entstand neben zahlreichen anderen Patenten auch sein berühmtestes und produktivstes Patent, die “bocina de aspiración”, ein Folgetonhorn, das bald darauf von den meisten Ländern kopiert weltweit zum Einsatz kam.
Im Laufe der Jahre nahm sein Unternehmen einen wichtigen Platz in der Welt des Automobils als Zulieferbetrieb ein, und Jóse Artes de Arcos wurde 1965 mit der Verleihung der spanischen Verdienstmedaille Orden del Mérito Civil ausgezeichnet. 1966 begann Jóse Artes de Arcos als Designer und Hersteller von Rennwagen und Automobilen in Barcelona. Es entstanden die Serien Guepardo, Campeador und Gato Montés.
José Artes de Arcos hatte Produktionszentren in Barcelona, Madrid und Almería, die mit Produkten als Zulieferer der Automobilhersteller bekannt wurden.
- Instrumentos Artés de Arcos S.A.
- Instrumentos Artés-Jaeger S.A.
- Instrumentos P.A.S.A Cibié
- Radios Artés S.A. (Autoradios)
- Fabrica de Arcas, (Fábrica de Cajas fuertes)
- Artés de Arcos S.A Automobilbau

In Almería wurde eine Straße (Calle José Artés de Arcos) nach ihm benannt.